# Gell-Mannův–Nishijimův vzorec
Gell-Mannův–Nishijimův vzorec (někdy nazýcaný NNG vzorec) ukazuje souvislost baryonového čísla B, podivnosti S, izospinu I3 kvarků a hadronů s elektrickým nábojem Q. Vzorec původně vytvořil Kazuhiko Nishijima a Tadao Nakano v roce 1953, a vedl k návrhu podivnosti jako konceptu, který Nishijima původně nazýval „eta-náboj“ podle mezonu eta. Murray Gell-Mann navrhl vzorec nezávisle v roce 1956. Moderní verze vzorce ukazuje souvislost všech kvantových čísel vůní (izospin nahoru a dolů, podivnost, půvab, krása a pravdivost) s baryonovým číslem a elektrickým nábojem.

## Vzorec
Původní tvar Gell-Mannova–Nishijimova vzorce je:
{\displaystyle Q=I_{3}+{\frac {1}{2}}(B+S)\ }
Tato rovnice původně vycházela z empirických pokusů. Nyní se považuje za výsledek kvarkového modelu. Konkrétně elektrický náboj Q kvarku nebo hadronu má souvislost s jeho izospinem I3 a hypernábojem Y podle vztahu:
{\displaystyle Q=I_{3}+{\frac {1}{2}}Y\ }
{\displaystyle Y=2(Q-I_{3})}
Po objevu půvabného, pravdivého a krásného kvarku byl vzorec zobecněn. Nyní má tvar:
{\displaystyle Q=I_{3}+{\frac {1}{2}}(B+S+C+B^{\prime }+T)}
kde Q je náboj, I3 třetí komponenta izospinu, B baryonové číslo a S, C, B′ a T jsou podivnost, půvab, krása a pravdivost.
Při vyjádření pomocí obsažených kvarků dostáváme:
{\displaystyle {\begin{aligned}Q&={\frac {2}{3}}\left[\left(n_{\text{u}}-n_{\bar {\text{u}}}\right)+\left(n_{\text{c}}-n_{\bar {\text{c}}}\right)+\left(n_{\text{t}}-n_{\bar {\text{t}}}\right)\right]-{\frac {1}{3}}\left[\left(n_{\text{d}}-n_{\bar {\text{d}}}\right)+\left(n_{\text{s}}-n_{\bar {\text{s}}}\right)+\left(n_{\text{b}}-n_{\bar {\text{b}}}\right)\right]\\B&={\frac {1}{3}}\left[\left(n_{\text{u}}-n_{\bar {\text{u}}}\right)+\left(n_{\text{c}}-n_{\bar {\text{c}}}\right)+\left(n_{\text{t}}-n_{\bar {\text{t}}}\right)+\left(n_{\text{d}}-n_{\bar {\text{d}}}\right)+\left(n_{\text{s}}-n_{\bar {\text{s}}}\right)+\left(n_{\text{b}}-n_{\bar {\text{b}}}\right)\right]\\I_{3}&={\frac {1}{2}}[(n_{\text{u}}-n_{\bar {\text{u}}})-(n_{\text{d}}-n_{\bar {\text{d}}})]\\S&=-\left(n_{\text{s}}-n_{\bar {\text{s}}}\right);\quad C=+\left(n_{\text{c}}-n_{\bar {\text{c}}}\right);\quad B^{\prime }=-\left(n_{\text{b}}-n_{\bar {\text{b}}}\right);\quad T=+\left(n_{\text{t}}-n_{\bar {\text{t}}}\right)\end{aligned}}}
Podle dohody mají kvantová čísla vůní (podivnost, půvab, krása a pravdivost) stejná znaménka jako elektrický náboj částice; protože podivný a krásný kvark mají záporný náboj, mají kvantová čísla vůní rovna −1; půvabný a pravdivý kvark mají kladný elektrický náboj, jejich kvantová čísla vůní jsou +1.